# 29. siječnja
29. siječnja (29. 1.) 29. je dan godine po gregorijanskom kalendaru.
Do kraja godine ima još 336 dana (337 u prijestupnoj godini).

## Događaji
- 1845. – Gavran, popularna poema Edgara Allana Poea, prvi je put objavljena u New York Evening Mirroru.
- 1856. – Dodijeljen je prvi Viktorijin križ, priznavši junačka djela tijekom Krimskog rata.
- 1886. – Karl Benz prijavio je patent za prvi uspješni automobil na benzinski pogon.
- 1916. – Prvi svjetski rat: njemački cepelini prvi puta bombardiraju Pariz.
- 1942. – Potpisan je Ugovor o savezu između SSSR-a, Velike Britanije i Irana.
- 1964. – Otvorene zimske olimpijske igre u Innsbrucku (Austrija).

| - 1688. – Emanuel Swedenborg, švedski znanstvenik, filozof, teolog i mistik († 1772.) - 1782. – Daniel-François-Esprit Auber, francuski skladatelj († 1871.) - 1850. – Louise Lateau, belgijska mističarka († 1883.) - 1860. – Anton Pavlovič Čehov, ruski književnik, jedan od najpoznatijih dramatičara svih vremena (Tri sestre) († 1904.) - 1866. – Romain Rolland, francuski književnik i nobelovac († 1944.) - 1912. – Erih Lisak, hrvatski političar i ustaški časnik - 1920. – Veljko Atanacković, hrvatski pedagog († 2002.) - 1923. – Ivo Robić, hrvatski pjevač († 2000.) - 1941. – Simo Nikolić, hrvatski jedriličar, olimpijac († 2012.) - 1950. – Danka Jurčević, hrvatska redovnica, mučenica († 1996.) - 1952. – Šima Jovanovac, hrvatski glazbenik, pjevač i skladatelj - 1954. – Oprah Winfrey, američka tv-voditeljica, glumica i filmska producentica - 1957. – Petar Čobanković, hrvatski političar - 1960. – Greg Louganis, američki skakač u vodu - 1967. – Bruno Kovačić, hrvatski glazbenik i gitarist - 1976. – Hana Hegedušić, hrvatska glumica - 1980. – Ivan Klasnić, hrvatski nogometaš - 1980. – Dejan Marcikić, hrvatski glumac - 1990. – Grzegorz Krychowiak, poljski nogometaš | - 1119. – Gelazije II., rimski papa - 1430. – Andrej Rubljov, ruski slikar (* oko 1360.) - 1743. – André Hercule de Fleury, francuski kardinal i političar (* 1653.) - 1820. – Đuro III., kralj Ujedinjenog Kraljevstva (* 1738.) - 1829. – Paul Barras, francuski vojskovođa i političar (* 1755.) - 1899. – Alfred Sisley, britanski slikar (* 1839.) - 1906. – Kristijan IX., danski kralj (* 1818.) - 1928. – Douglas Haig, britanski časnik (* 1861.) - 1934. – Fritz Haber, njemački kemičar i nobelovac (* 1868.) - 1941. – Joannis Metaxas, grčki vojnik i političar (* 1871.) - 1948. – Tomislav II., talijanski princ (* 1900.) - 1963. – Robert Frost, američki pjesnik (* 1874.) - 1987. – Ivo Lhotka-Kalinski, hrvatski skladatelj (* 1913.) - 1994. – Jevgenij Leonov, ruski glumac (* 1926.) - 2005. – Ephraim Kishon, izraelski humorist, dramatičar, scenarist i filmski redatelj (* 1924.) - 2015. – Colleen McCullough, australska književnica (* 1937.) - 2016. – Jacques Rivette, francuski filmski redatelj (* 1928.) |

## Imendani
- Valerije
- Konstancije
- Zdeslav